# Beaumont-lès-Randan
Beaumont-lès-Randan település Franciaországban, Puy-de-Dôme megyében. Lakosainak száma 315 fő (2022. január 1.). Beaumont-lès-Randan Randan, Luzillat, Mons és Saint-Denis-Combarnazat községekkel határos.

## Népesség
A település népességének változása:
| Lakosok száma | 272  | 283  | 291  | 295  | 301  | 306  | 310  | 319  | 315  |
|               | 2013 | 2015 | 2016 | 2017 | 2018 | 2019 | 2020 | 2021 | 2022 |